# Mongolský vpád do Uher
Mongolský vpád do Uher byl vpád mongolských vojsk do Uher v letech 1241 a 1242 v souvislosti s rozšířením Mongolské říše směrem na západ od jejích původních sídel.

## Vznik Mongolské říše a expanze na západ

Expanze Mongolské říše

Začátkem 13. století se ve východní Asii, přibližně na území dnešní severní Číny zformovala Mongolská říše pod vedením Čingischána (Temüdžina). Po obsazení okolních území začala postupovat směrem na západ. V roce 1223 porazili Mongolové v bitvě na řece Kalce spojená ruská a kumánská vojska. Postupně obsadili velkou část staré Rusi a v roce 1240 (některé jiné, zde neuvedené, prameny uvádějí 1239) i Kyjev. Kumáni spolu se svým vůdcem uprchli před Mongoly do Uher, kde je král Béla IV. usadil na územích mezi Tisou a Dunajem. Žádost Mongolů o vydání Kumánů uherský král zamítl a Mongolové získali vhodnou záminku pro vpád do Uher, který se odehrál na jaře následujícího roku.

## Situace v Uhersku

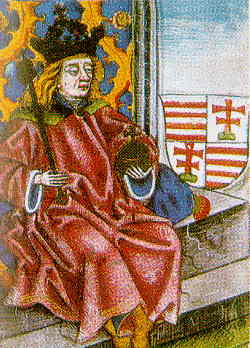
Béla IV., král uherský

V Uhrách se po nepříliš úspěšném panování Ondřeje II. (1205-1235), za nějž vzrostla moc šlechty až tak, že si Zlatou bulou vynutila od panovníka potvrzení svých svobod a výsad, dostal na trůn jeho syn Béla IV. (1235-1270). Béla chtěl oslabit moc velmožů, kteří měli v rukou stále větší politickou a hospodářskou moc, zaváděním různých opatření. Revidoval podle něj neoprávněné donace majetků svého otce, což se přirozeně nelíbilo šlechtě a stavěla se mu na odpor. Na druhé straně posiloval vrstvu královských servientů a hradních jobagiónů. Povolával také hosty z ciziny.
Po obsazení Kyjeva Mongoly se Béla začal připravovat k válce. Dvůr i společnost podceňovala hrozící nebezpečí, tvrdíce, že Kumáni jsou spojenci Mongolů a že se jim nemá důvěřovat. Vypukla vzpoura a náčelník Kumánů byl zavražděn. Béla tedy nemohl počítat s pomocí Kumánů a ani s pomocí velmožů, kteří nebyli příliš ochotni bojovat a své oddíly vedené župany shromažďovali jen velmi pomalu.

## Invaze Mongolů

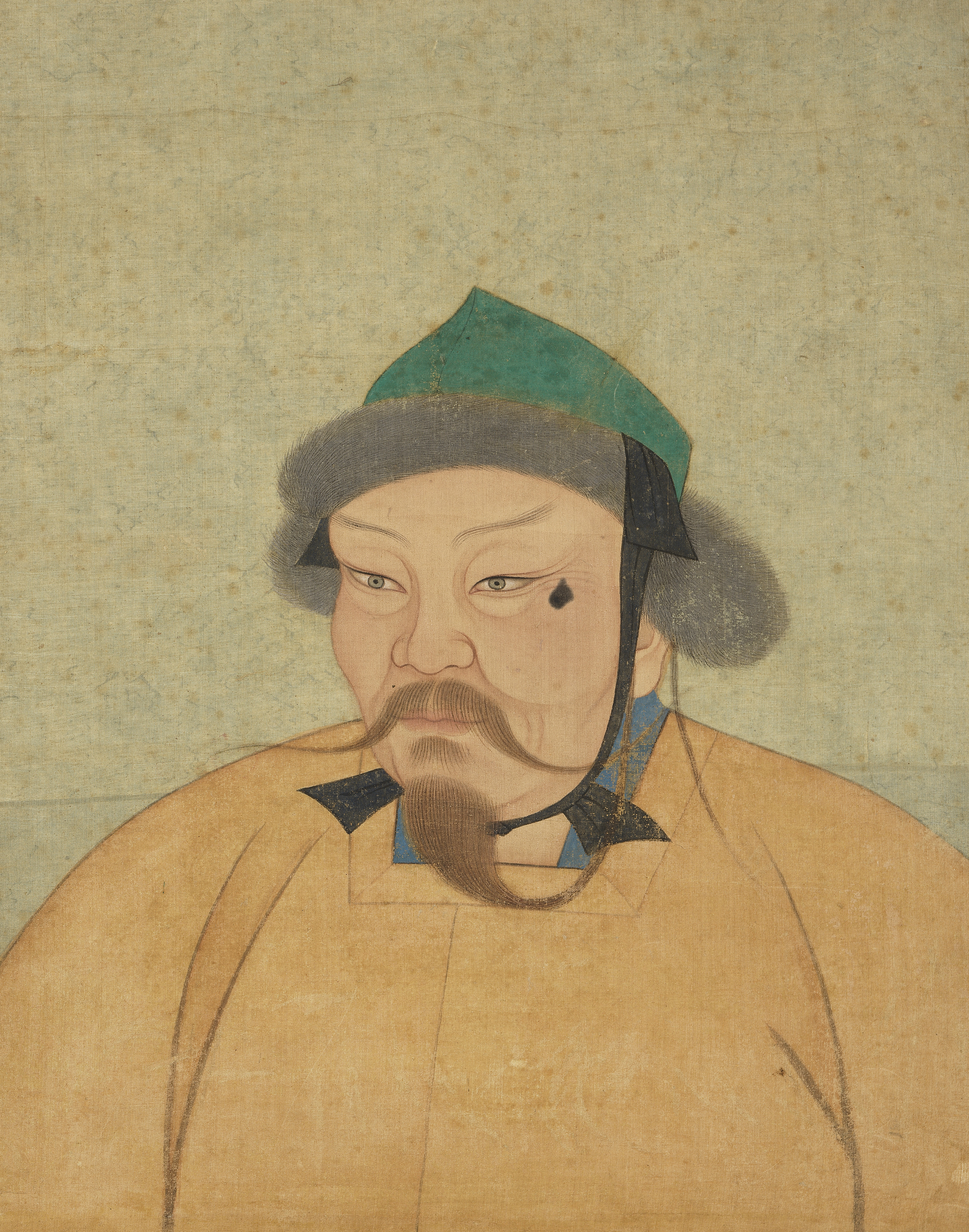
Mongolský chán Ögedej

Strategie Mongolů, kteří měli precizní znalosti o příbuzenských a jiných vztazích evropských králů, a jejichž průzkumní jezdci procválali většinu Evropy až po Francii, byla rozdělena na několik fází, které dopodrobna vypracoval bahadur Sübetej. Uherska se týkala první z nich: 
- Severní proud sestávající z 2 tümenů (asi 20 000 jezdců) měl pod velením Khadana napadnout Polsko, kde měl zaměstnat polského vladaře Jindřicha a přilákat také českého krále, Jindřichova spojence. Podle možnosti se měl vyhýbat bitvám.
- Jižní proud pod velením Sübeteje a Bátú-chána měl napadnout Uhry a svést rozhodující bitvy. Pak po vítězství nabrat síly, později se spojit s Kadanem a porazit Polsko (což nebylo nakonec potřeba).

V pozdějších fázích mělo dojít k dobytí Německa a Francie. Tyto fáze se však z dále zmíněných důvodů nikdy neuskutečnily.
Mongolové pod vedením prince Bátú začali tažení do Uher začátkem března 1241. V polovině března pronikli přední voje přes Karpatské průsmyky, které bránilo vojsko palatina Dionýze. V polovině března byli na území mezi Dunajem a Tisou a 17. března vypálili Vác. Rozhodující bitva se odehrála 11. dubna nedaleko Muhi u řeky Slaná. Mnohem silnější uherské vojsko Mongolové téměř na hlavu porazili. V boji padlo velké množství prelátů a velmožů. Bélův bratr Koloman utrpěl zranění, na následky nichž zanedlouho v Záhřebu zemřel. Králi Bélovi a některým malým skupinkám se podařilo z obklíčení uniknout. Béla se přes Gemer dostal do Nitry, posílil svůj průvod a odešel do Vídně na pozvání Fridricha. Fridrich však nedbal na tísnivou situaci, v níž se Béla ocitl a začal od něj vymáhat dluh 2000 hřiven stříbra ještě z roku 1235. Béla mu dal všechny své cennosti, které měl u sebe a do zástavy mu dal navíc Bratislavskou, Mošonskou a Šopronskou župu. Odtud odešel po krátkém pobytu do Záhřebu, kde umíral jeho bratr Koloman a nakonec přišel až do dalmatského přístavu Trogir. 

Mongolský vpád do Uher

Druhý mongolský proud, vedený Orduchánem, porazil 9. dubna v bitvě u Lehnice v Polsku kníže Jindřicha II. Pobožného a pronikl přes Polsko až na Kladsko, kde ho zastavily záseky bráněné českým vojskem. Mongolové se proto obrátili na jihovýchod a přes Moravu (obléhali Olomouc) koncem dubna pronikli průsmyky v okolí Trenčína do Uher. Celá oblast jihozápadního Slovenska byla vystavena několikaměsíčnímu plenění mongolských hord. Bylo vypáleno množství vesnic, úroda zničena, pobito mnoho lidí (někteří se zachránili jen útěkem do lesů nebo bažin). Jedinými místy, která se Mongolům nepodařilo dobýt, byly opevněné hrady. V lednu 1242 překročil Orduchán s vojskem zamrzlý Dunaj a spojil se s vojskem prince Bátú. Jejich spojená vojska plenila Uhry až do poloviny roku 1242. Jejich odchod způsobila smrt velkého chána Ögedeje. Bátúchán spěchal domů, aby mohl rozhodnout o nástupnictví.

## Následky plenění
Po vpádu Mongolů byly některé oblasti Uher zcela vylidněny, v jiných řádily loupežné skupiny. Dalším následkem byl hladomor, protože neměl kdo zasít úrodu. Podle soudobých zpráv padlo hladomoru za oběť přibližně stejně lidí, kolik jich zahynulo při mongolských nájezdech. 
Odhaduje se, že během invaze zahynula až polovina obyvatel Uherského království. Některé části Velké dunajské nížiny přišly o velkou část obyvatel. Italský duchovní Roger z Torre Maggiore (Rogerius), který během mongolské invaze působil jako kanovník ve městě Velký Varadín v Sedmihradsku a byl očitým svědkem řádení Mongolů, napsal, že v mnoha městech a vesnicích mongolští nájezdníci zabíjeli každého bez ohledu na věk a hromadně znásilňovali ženy. Rogerius popisuje, že lidé před nimi prchali do lesů a do hor, ale nedostatek jídla je nutil vracet se do svých vesnic, kde je často čekala smrt z rukou Mongolů. Podle Rogeria, který byl sám zajat Mongoly, ale podařilo se mu utéct, někdy je Mongolové nechali žít a pracovat na poli, ale vesničané jim museli sloužit a poskytovat nejkrásnější ženy, včetně svých manželek a dcer.
Obnova země trvala několik let a poháněl ji strach z kolujících fám, které uváděly, že Mongolové se ještě brzy vrátí. Ti znovu vtrhli do Uher až v roce 1285. Druhý mongolský vpád, při kterém bylo zpustošeno uherské území východně od Dunaje, byl nakonec po dvou měsících odražen místními barony a magnáty bez přispění krále Ladislava IV., což vedlo k posílení uherské šlechty a oslabení královské moci.  
Pro Slovensko byly nejdůležitější tyto následky:
- V důsledku částečného vylidnění byla zintenzivněna německá kolonizace Slovenska, která přinesla německé městské právo a vznik měst.
- Motivován mongolskou invazí dal král Béla vystavět v Uhersku v pohraničí, zejména na Slovensku, kamenné hrady.